# Takaya Kuroda
Takaya Kuroda  (黒田崇矢?, Kuroda Takaya) (Tokyo, 17 aprile 1965) è un doppiatore giapponese, e membro degli AXL-One, precedentemente dei "Mausu Promotion" e dei "81 Produce".
Ciò che lo caratterizza meglio è la sua voce bassa, che lo ha portato a interpretare ruoli malvagi come "Yaiba" in GoGo Sentai Boukenger. Inoltre, è meglio conosciuto dal pubblico occidentale per essere la voce di Kazuma Kiryu, il protagonista del popolare videogioco Yakuza series.A causa della sua voce, somigliante a quella di Hirotaka Suzuoki, è stato scelto per sostituirlo nel ruolo di "Starscream" in Transformers: Cybertron nel momento in cui la sua voce sarebbe peggiorata.
D'altro canto, non è stato scelto per sostituirlo nel ruolo di Giovanni (Sakaki in oriente)  in Pokémon; Quel ruolo è stato assegnato a Kenta Miyake

## Filmografia

### Anime
2002
- Dragon Drive come "Agente S"

2003
- Cromartie High School come "Takenouchi Mascherato"
- Wolf's Rain come "Darcia"
- R.O.D the TV come "Sonny Wong"

2004
- Battle B-Daman come "Saori"
- Mars Daybreak come "Ligardi"
- Sgt.Frog come "Poliziotto spaziale"
- Madlax come "Sergente"
- Monster come "Assassino"
- Burst Angel come "Boss della Mafia, Hiroki Machikata"
- Bleach come "Baura"

2005
- Jinki:Extend come "J. Harn"
- Starship Operators come "Lee (giovane)"
- Transformers: Cybertron come "Starscream"
- Kaiketsu Zorori come "Dr. Dragon"
- Trinity Blood come "Peter Van der Werf, Biedel"
- Petopeto-san come "Il responsabile del dipartimento di polizia di Kakuda"
- Angel Heart come "Timpira, Yakuza"
- Akagi come "Kawashima"
- Black Cat come "David Pepper "
- Mai Otome come "Teenager"
- Blood+ come "Rodgers"
- Fafner of the Azure Right of Left come "Operatore"

2006
- Gintama come "Yagyuu Koshinori"
- Bakegyamon come "Gig"
- Nana come "Yamagishi"
- Ring ni Kakero 1 come "Don Giuliano"
- Black Lagoon come "Spieleberger"
- Black Jack 21 come "Genbu"
- The Third come "Travel Leader"
- Jyu-Oh-Sei come "Gesso"
- Otogi-Jūshi Akazukin come "Basterai"
- Chocotto Sister come "Master"
- Black Blood Brothers come "August Walker"
- Galaxy Angel San come "Istruttore Sakae"
- Red Garden come "Padre di Claire"
- Ghost Slayers Ayashi come "Padre di Nobori"

2007
- Gintama come "Yagyuu Koshinori"
- Shakugan no Shana 2 come "Sabrac"
- Rocket Girls come "Kazuya Kinoshita"
- Mai Otome Zwei OVA ep.2 come "Major"

2008
- Noramimi come "Andrew"
- Kure-nai come "Renjō Kuhōin"
- Allison and Lilia come "Wayne"
- Druaga no Tō ~the Aegis of URUK~ come "Cavaliere Oscuro"
- Himitsu – Top Secret come "Akira Yoshino"
- Golgo 13 come "Ted"
- Natsume's Book of Friends come "Misuzu"
- Blade of the Immortal come "Tsuchiyoshiro"
- Magician's Academy come "Izumo, Galactica Elefanger"

2009
- The Girl Who Leapt Through Space come "Soldier Ul"
- Viper's Creed come "Saiki"
- Hajime no Ippo come "Arnie Gregory"
- Phantom: Requiem for the Phantom come "Randy Weber"
- Arad Senki ~ Slap-up Party ~ come "Jeda"
- Ristorante Paradiso come "Vito"
- Element Hunters come "Comandante Coff"
- Fairy Tail come "Capricorn, Arcadius, Zirconis"

2010
- Dance in the Vampire Bund come "Alfonso Borziani"
- Beyblade: Metal Masters come "DJ Russo"
- Raibow come "Tadayoshi Toyama"
- Uragiri come "Cadenza"
- Highschool of the Dead come "Yoshioka"
- Tono to Issho come "Oda Nobunaga"
- And Yet the Town Moves come "Yuji Sanada "

2011
- Shakugan no Shana 3 come "Sabrac"
- Tono to Issho 2 come "Oda Nobunaga"
- Dream Eater Merry come "Lestion"
- Spelunker OVA come "Insegnante di educazione fisica"
- Bakugan Battle Brawlers: Gundalian Invaders come "Dharak"
- Digimon Fusion come "Neo Vandemon"
- Hyouge Mono come "Yusuke"
- I signori dei mostri come "Kidomaru"
- Kyōkaisen-jō no Horizon come "Kiyonari Ulquiaga"
- Hunter x Hunter come "Razor"

2012
- Kyōkaisen-jō no Horizon 2 come "Kiyonari Ulquiaga"
- Area no kishi come "Kengo Shiroyukiuchi"
- Ozma come "Generale Danga"
- Eureka Seven AO come "Truth"
- Chō Soku Henkei Gyrozetter come "Goat"
- Btooom! come "Masashi Miyamoto"
- Ixion Saga DT come "Il fratello più grande"
- Yu-Gi-Oh! Zexal II come "Fumaro"

2013
- Cuticle tantei Inaba come "Kaoru Shiroshima"
- Kakumeiki Valvrave come "Ryuuji Sashinami"
- Keiji il magnifico come "Damnion Micho"
- Gundam Build Fighters come "Greco Logan"

2014
- Toaru hikūshi e no koiuta come "Juan Rodrigo Bandereas"
- Sekai seifuku: bōryaku no Zvezda come "Uomo Misterioso / Governatore Tinto Kyoshiro"
- Inari, konkon, koi iroha come "Susanoo-no-Mikoto"
- Dragonar Academy come "Mordred"
- Nobunaga Concerto come "Masanaga Hisahide"
- Invaders of the Rokujyoma!? come "Aniki"
- Gonna Be the Twin-Tail!! come "Tartaruga Guildy"

2015
- Durarara!!x2 Shou come "Simon Brezhnev"
- Durarara!!x2 Ten come "Simon Brezhnev"
- Miritari! come "Ossan(vecchio)"
- Show by Rock!! come "Dagger Morse"
- Duel Masters come "Gachi Robo"
- Triage X come "Masamune Mochizuki"
- Yamada-kun e le 7 streghe come "Yankee dai capelli neri, Kuroda-kun"
- Ninja Slayer come "Fumatoni / Sonic Boom"
- Suzakinishi the Animation come "Tsumi-kun"
- Kindaichi shōnen no jikenbo come "Responsabile della sezione Divisione investigativa"

2016
- Durarara!!x2 Ketsu come "Simon Brezhnev"
- Show by Rock!! Short!! come "Dagger Morse"
- Sekko Boys come "Hanzō Horibe"
- Future Card Buddyfight Triple D come "Abigail"
- Joker Game come "Colonnello Tetsutoshi Tendo"
- 91 Days come "Nick"
- Poco's Udon World come "Gamigao Hamada"

2017
- Future Card Buddyfight come "Drago della morte nera impaurito Abiguel"
- Puri-Puri Chiichan come "Padre di Chiichan"
- Shukan Storyland come "Alex"
- Altair: racconti di battaglia come "Büyük Pasha"

2019
- Cannon Busters come "Odin"

2020
- Jujutsu kaisen - Sorcery Fight come "Masamichi Yaga"
- Sleepy Princess in the Demon Castle come "Drago del Fuoco Venefico"[3]

### Film
- Detective Conan: Jolly Roger in the Deep Azure (2007) come "Shietsu Tayama"
- Vexille (2007) come "Zack"
- Appleseed Ex Machina (2007) come "Arges"
- Detective Conan: Private Eye in the Distant Sea (2013) come "Spia X"
- Mirror Island of Parol (2014) come "Eagle"
- Spochan-Anime The Movie :Youkai Spochan Battle (2014) come "Makai Yamamoto Goro Zaimon"
- Crayon Shin-chan: Fast Asleep! Dreaming World Big Assault! (2016) come "President of Shares"
- Jujutsu kaisen 0 - Il film (2021), come Masamichi Yaga
- Code Geass: Rozé of the Recapture (2024), come Kensei Kuroto

### Videogiochi
2000
- The King of Fighters 2000 come "Lin"

2001
- The King of Fighters 2001 come "Lin, Ron, Sai"

2003
- Tales of Symphonia come "Botta e Shadow"
- Kamen Rider: Dragon Knight come "Nobuhiko Akizuki (Shadow Moon) / Generale Black"

2004
- Samurai Warriors come "Hattori Hanzo"
- Gakuen Prince ~ Declaration of Conquest of the Gakuen ~ come "Seto Suneharu"
- Magna Carta: Tears of Blood come "Orha Duren"
- Lupin the 3rd: The Legacy of Columbus's Inheritance come "Gommah"

2005
- Romancing SaGa: Minstrel Song come "Flame Tyrant "
- Jingai Makyō come "Shintaku"
- Project Zero III: The Tormented come "Yuu Asou"
- Yakuza come "Kazuma Kiryu"

2006
- AV king (PC Adult) come "Campione"
- Messiah (PC Adult) come "Glitter"
- Samurai Warriors 2 come "Hattori Hanzo"
- Super Robot Wars GC come "Voeto Nicolaus"
- Lunar Knights come "Duke Dumas, Kay"
- Yakuza 2 come "Kazuma Kiryu"

2007
- Warriors Orochi come "Hattori Hanzo"
- Bullet Butlers (PC Adult) come "Race"
- I started maid ★ ~ I will take care of my husband (PC Adult) come "Kentaro Kanno"

2008
- Ryū ga Gotoku Kenzan! come "Kazumanosuke Kiryu/Musashi Miyamoto"
- Warriors Orochi 2 come "Hattori Hanzo"
- Messiah ~ Paranoia · Paradox (PC Adult) come "Shimajima Kira"

2009
- Yakuza 3 come "Kazuma Kiryu"
- The King of Fighters 2002: Unlimited Match come "Lin, Ron"
- The Dark Eye: Memoria  (PC Adult) come "Fonzel-Klaus"
- Naruto Shippuden: Dragon Blade Chronicles come "Kuroma Tatsushiro"
- Samurai Warriors 3 come "Hattori Hanzo"

2010
- Yakuza 4 come "Kiryu Kazuma"
- Durarara!! 3way standoff come "Simon Brezhnev"

2011
- Muv-Luv Alternative Chronicles come "Gerhard von Ralerstein"
- Hakuisei Renai Shoukougun come "Toshiyuki Otsuka"
- Battlefield 3 come "Henry Blackburn"
- Marvel vs Capcom 3: Fate of Two Worlds come "Nathan Spencer "
- Yakuza: Dead Souls come "Kazuma Kiryu"
- Nura: Rise of the Yokai Clan come "Kids Round"
- Ultimate Marvel vs. Capcom 3 come "Nathan Spencer"
- Everybody's Golf come "Kazuma Kiryu"
- Warriors Orochi 3 come "Hattori Hanzo"

2012
- Yakuza 5 come "Taichi Suzuki/Kazuma Kiryu"
- Maji de Watashi ni Koi Shinasai! S come "Hume Hellsing"
- Hakuisei Renai Shoukougun RE: Therapy come "Toshiyuki Otsuka"
- Witch's Garden come "Araki Muneko Goro"

2013
- Horizon in the Middle of Nowhere come "Kiyonari Urquiaga"
- Chōsoku Henkei Gyrozetter come "Dr. Goth"
- Etrian Odyssey Untold: The Millennium Girl come "Ganryu"
- Starry Sky come "Shojiro Shirani"

2014
- Ryu ga Gotoku Ishin! come "Sakamoto Ryōma/Saitō Hajime"
- Granblue Fantasy come "Reizrit"
- Samurai Warriors 4 come "Hattori Hanzo"

2015
- Yakuza 0 come "Kazuma Kiryu"
- Otoko Yuukaku come "Iroha"
- Natsuiro High School: Seishun Hakusho come "Presidente"
- Project X Zone 2 come "Kazuma Kiryu"
- Fallout 4 come "Hancock"
- Fate/Grand Order come "Saber/Fergus mac Róich, Rider/Ivan the Terrible"
- JoJo's Bizarre Adventure: Eyes of Heaven come "Risotto Nero"

2016
- Yakuza Kiwami come "Kazuma Kiryu"
- Samurai Warriors: Spirit of Sanada come "Hattori Hanzo"
- Blackish House Side A come "Shigeta Onda"
- Final Fantasy XV come "Weskham Armaugh"
- Yakuza 6: The Song of Life come "Kazuma Kiryu"

2017
- Fire Emblem Heroes come "Askr"
- Accel World vs. Sword Art Online: Millennium Twilight come "Green Grandee"
- Radiant Historia: Perfect Chronology come "Rafta"
- Shin Megami Tensei: Strange Journey Redux come "Morax/Moloch"
- Dragon Quest Rivals come "Mordegon"
- Yakuza Kiwami 2 come "Kazuma Kiryu"

2018
- Fist of the North Star: Lost Paradise come "Kenshiro"
- Ni no Kuni II: Il destino di un regno come "Doloran"
- Warriors Orochi 4 come "Hattori Hanzo"

2019
- Pokémon Masters EX come "Ravi"
- Dragon Quest XI S: Echi di un'era perduta - Edizione Definitiva come "Mordegon"
- Tom Clancy's Rainbow Six: Siege come "Warden"

2020
- Yakuza: Like a Dragon come "Kazuma Kiryu"

2021
- Bravely Default II come "Bernard"
- Samurai Warriors 5 come "Hattori Hanzo"
- The Legend of Heroes: Trails through Daybreak come "Ellroy Harwood e Giacomo Conte"

2022
- The Legend of Heroes: Trails through Daybreak II come "Ellroy Harwood"
- Star Ocean: The Divine Force come "JJ"
- Samurai Maiden come "Oda Nobunaga"

2023
- Like a Dragon: Ishin! come "Sakamoto Ryōma/Saitō Hajime"
- Like a Dragon Gaiden: The Man Who Erased His Name come "Joryu/Kazuma Kiryu"

2024
- Like a Dragon: Infinite Wealth come "Kazuma Kiryu"
- Jujutsu Kaisen Cursed Clash come "Masamichi Yaga"

2025
- Like a Dragon: Pirate Yakuza in Hawaii come "Kazuma Kiryu"
- Atelier Yumia: The Alchemist of Memories & the Envisioned Land come "Vesper"
- Hunter × Hunter: Nen × Impact come "Razor"

### Drama CD
- GetBackers (2006): Circonferenza fantasma delle montagne profonde
- The Girl Who Leapt Through Space (2006): Soldato Ul

### Doppiaggi
- Il trenino Thomas (2008): Cranky
- Thomas & Friends: The Great Race (2017): Cranky